# Ganyme tuberculatus
Ganyme tuberculatus is een keversoort uit de familie Ulodidae. De wetenschappelijke naam van de soort is voor het eerst geldig gepubliceerd in 1926 door Carter.